# Ахатлы
Ахатлы — упразднённое село в Буйнакском районе Дагестана. На момент упразднения являлось административным центром Ахатлинского сельсовета. Упразднено в 1970 году, население переселено в село Учкент.

## Географическое положение
Располагалось на реке Чвахунбак (впадает в Чиркейское водохранилище), в 4 км к северо-западу от села Верхнее Ишкарты.

## История
По некоторым сведениям село возникло как отселок села Верхний Каранай.
В 1841 году под Ахатлями состоялось одно из сражений Кавказской войны по овладению переправой через реку Сулак. 

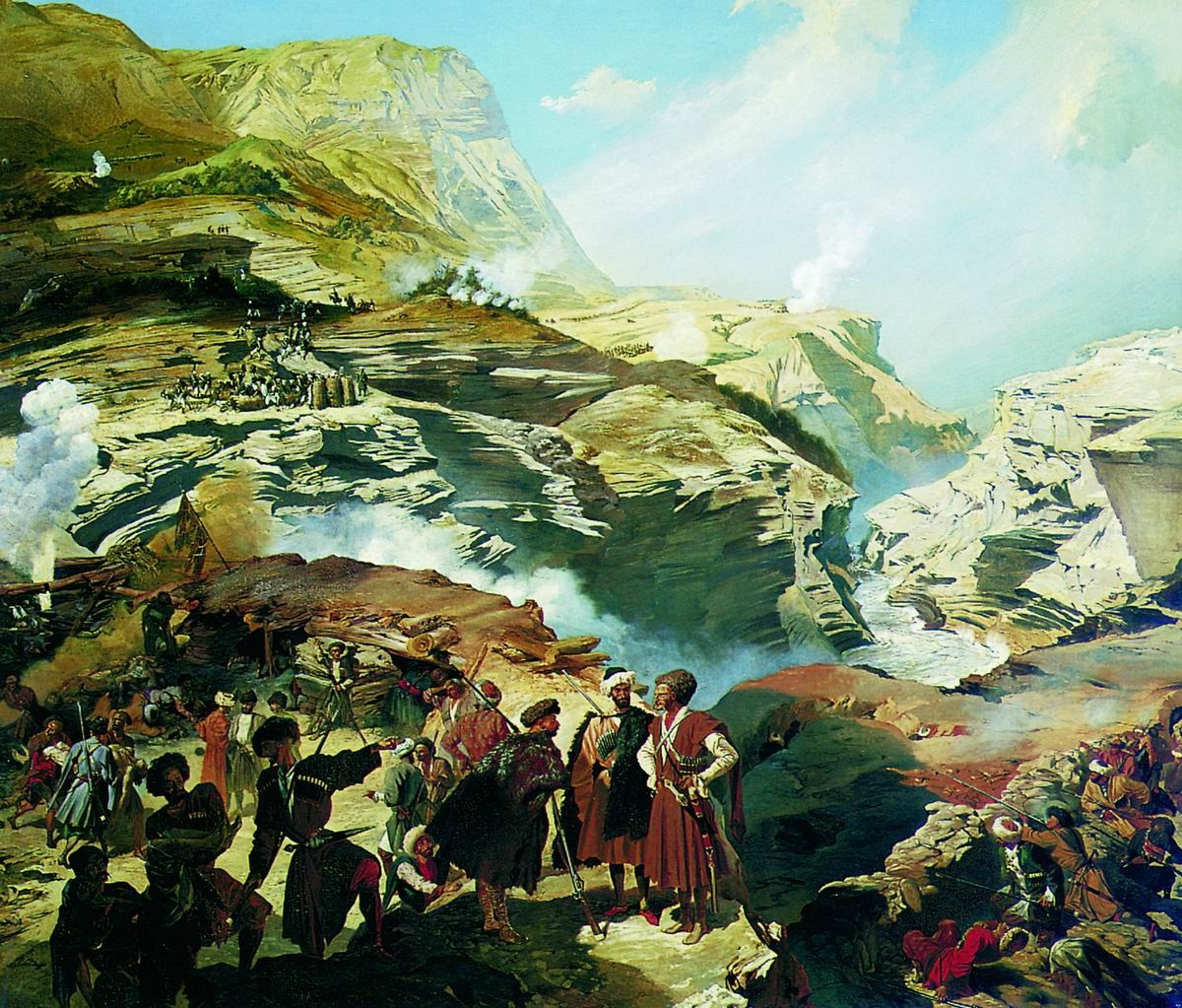
Г. Г. Гагарин Сражение между русскими войсками и горцами при Ахатле 8 мая 1841 года.

По данным на 1929 год село состояло из 95 хозяйств, в административном отношении являлось центром Ахатлинского сельсовета Буйнакского района. В 1930-е годы организован колхоз имени М.Горького. В 1939 году в Ахатлинский сельсовет помимо села Ахатлы, входили также хутора Гангали, Талаби и Тулби. В 1944 году, после выселения чеченского населения из ЧИАССР и передачи бывшего Ножай-Юртовского района в состав ДАССР, все население села было переселено в село Балансу, которое было переименовано в Ахатль. В 1957 году, в связи с восстановлением ЧИАССР, ахатлинцы в количестве 96 хозяйств были вновь переселены, вначале в колхоз имени Кирова села Карата в местность Казиюрт, а в 1958 году им было разрешено вернуться в родное село.
В 1970 году в результате произошедшего землетрясения село было полностью разрушено. Республиканскими властями было принято решение о переселении всех жителей села на земли колхоза «Заветы Ильича» в местность Чапчак. В том же году решение было изменено и жители села были переселены в местность Алмало, во вновь организованный совхоз «Алмалинский» (впоследствии совхоз имени Ю. Акаева), где был построен новый населённый пункт — село Учкент. Указом Президиума Верховного Совета ДАССР от 28.08.1970 г. село было ликвидировано. 
Спустя некоторое время в заброшенное село стали возвращаться некоторые прежние жители. По некоторым сведениям в 2019 году в селе проживало 30 семей.

## Население
| 1869 | 1888 | 1895 | 1908 | 1926 | 1939 | 1959 |
| ---- | ---- | ---- | ---- | ---- | ---- | ---- |
| 216  | ↗298 | ↗299 | ↘214 | ↗335 | ↗378 | ↘241 |
| 1970 |      |      |      |      |      |      |
| ↗342 |      |      |      |      |      |      |

По переписи 1926 года в селе Ахатлы проживало 335 человек (160 мужчин и 175 женщин), из которых: аварцы — 100 %.